# Cyclone Tracy
Le cyclone Tracy fut un cyclone tropical qui dévasta la ville de Darwin, Territoire du Nord d'Australie, du 24 au 25 décembre 1974. Il était considéré jusqu'en 2024 comme le cyclone le plus compact avec les vents de force d'ouragan ne se retrouvant qu'à l'intérieur de 48 km du centre. Cependant, la tempête tropicale Marco de la saison cyclonique 2008 dans l'océan Atlantique nord a brisé son record pour le plus petit diamètre où les vents atteignent la force de tempête tropicale et l'ouragan Oscar de 2024 a brisé le record alors que ses vents de force d'ouragan ne dépassait pas un rayon de 10 km autour du centre,,.
Tracy s'est formé dans la mer d'Arafura et s'est ensuite dirigé vers la côte du Territoire du nord en Australie pour frapper Darwin avec l'intensité équivalente d'un ouragan de catégorie 3 dans l'échelle de Saffir-Simpson qui correspond à un cyclone de catégorie 4 dans celle utilisée par le Bureau of Meteorology d'Australie. Il y a cependant des indices qui tendraient à le reclasser comme un ouragan de catégorie 4 (cyclone de catégorie 5 dans l'échelle australienne) au moment où il a frappé la côte.
Tracy a tué soixante-et-onze personnes, causé pour 837 millions $AUS (1974) et détruit plus de 70 % des édifices de la ville de Darwin dont 80 % des maisons. Plus de 20 000 personnes se sont retrouvées sans abris sur une population de 49 000 habitants. La majorité de la population a donc dû être évacuée vers Adelaide, Whyalla, Alice Springs et Sydney; beaucoup ne sont jamais retournés. La reconstruction de Darwin s'est faite selon un code du bâtiment para-cyclonique et avec des matériaux plus modernes et solides. Bruce Stannard du quotidien The Age déclara que le cyclone Tracy fut « un désastre de première catégorie... sans précédent dans l'histoire de l'Australie ».

## Évolution météorologique
Le 20 décembre, le satellite à orbite polaire américain ESSA-8 montra une vaste zone nuageuse sur la mer d'Arafura à environ 370 km au nord-est de Darwin. Le directeur Ray Wilkie et le météorologue principal Geoff Crane du bureau régional du service météorologique australien ont alors commencé à suivre cette perturbation tropicale. Le 21 décembre, la circulation cyclonique devint évidente sur les images près de 8° de latitude sud et 135° de longitude est. La première alerte cyclonique fut alors émise, classant le système comme une dépression tropicale et mentionnant qu'elle pourrait bien devenir un cyclone tropical.
Le soir du 21, le bureau de Darwin a reçu une image infra-rouge du satellite à orbite polaire NOAA-4 (série TIROS-ITOS du National Oceanic and Atmospheric Administration) indiquant une intensification de la dépression avec des bras en spirale de nuages orageux. Vers 22h locales, le service météorologique australien a rehaussé le niveau du système à celui de cyclone alors qu'il se trouvait à 200 km au nord-nord-est de Cape Don (700 km au nord-est de Darwin). Au cours des jours suivants, Tracy se dirigea vers le sud-ouest, passant au nord de Darwin le 22 décembre et un communiqué diffusé sur ABC Radio mentionna que le cyclone ne posait aucune menace à ce moment-là.
Tôt le matin du 24 décembre, Tracy a contourné Cape Fourcroy sur la pointe ouest de l'île de Bathurst puis s'est dirigé vers le sud-est, directement vers Darwin. En fin d'après-midi le même jour, le ciel était couvert sur la ville et la pluie tombait drue. Les vents devinrent violents entre 22h et minuit, causant des dommages importants et les habitants réalisèrent que Tracy passerait sur Darwin malgré la faible largeur de sa trajectoire, liée à son petit diamètre.
Juste après minuit, l'œil de Tracy frappa entre l'aéroport et la banlieue nord de la ville. L'anémomètre rapporta des vents de 217 km/h avant d'être soufflé. Officieusement, on a estimé les vents à 300 km/h mais le Bureau of Meteorology a plutôt évalué les rafales à 240 km/h selon les dommages causés. Les vents et la pluie torrentielle se sont apaisés vers l'aube

## Préparatifs
Darwin avait déjà subi le passage de deux cyclones assez destructeurs avant Tracy, soit en janvier 1897 et en mars 1937. Cependant, depuis 1950 la ville s'était grandement développée et E.P. Milliken estimait dans un rapport que 43 500 personnes vivaient dans la région immédiate et que le nombre d'habitations s'élevait à 12 000. Les standards de construction recommandaient une certaine résistance aux effets d'un cyclone tropical mais la plupart des édifices ne pouvaient pas subir de frappe directe.
Le Cyclone Selma, qui était passé plus tôt le même mois et avait évité la ville par le nord, avait rendu les résidents trop confiants qu'aucun cyclone ne frapperait Darwin. En effet, la prévision du service météorologique (BOM) faisait passer Selma directement sur Darwin et avait permis de douter de toute prévision future. Le jour du passage de Tracy, les gens furent pris ainsi par surprise. La plupart avait continué leurs préparatifs de Noël et plusieurs était déjà au réveillon malgré les vents et la pluie. Le journaliste Bill Bunbury a interviewé des survivants après le passage de Tracy et rapporta leurs témoignages dans son livre Cyclone Tracy, picking up the pieces. Mme Dawn Lawrie, une candidate aux élections de 1971, y déclare : « Nous avions eu une alerte cyclonique seulement dix jours avant Tracy et aucun cyclone n'avait montré le bout de son nez. Quand nous avons entendu parler de ce nouveau cyclone, nous étions un peu blasés » (Bunbury, p. 20). Une autre résidente, Barbara Langkrens, déclara : « Nous commencions à penser que rien ne pouvait menacer Darwin même si les alertes météorologiques repassaient sur les ondes de la radio tout le temps… la plupart des gens qui avaient vécu ici depuis un certain temps ne pouvaient vraiment le croire » (Bunbury, p. 21).

## Impact

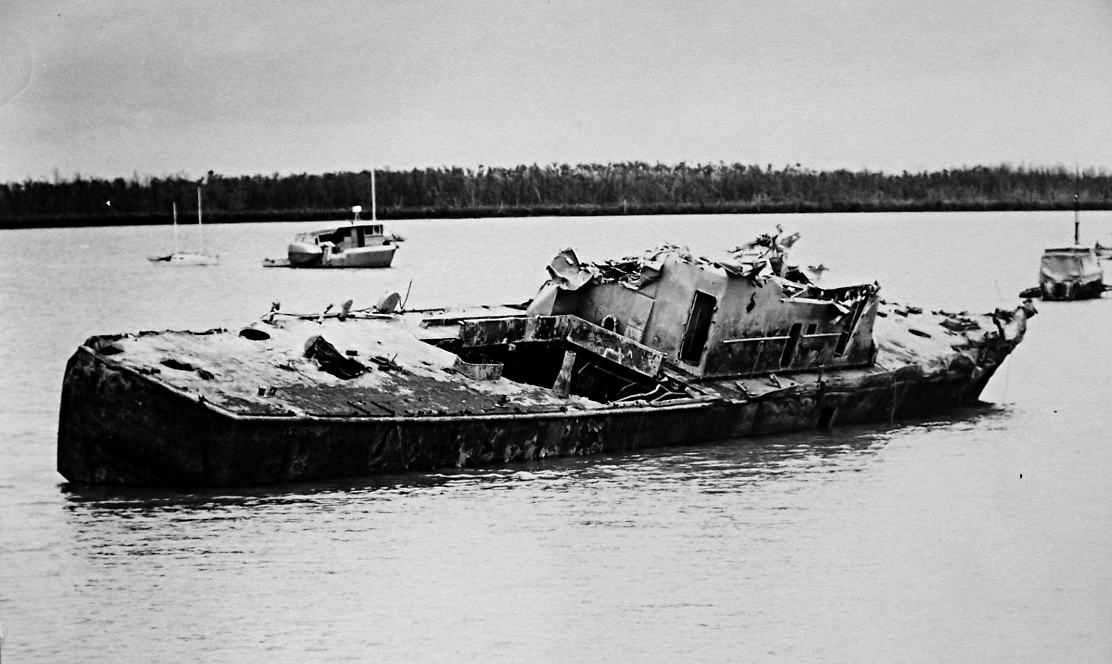
HMAS Arrow encore sur la plage de Francis Bay en 1975

La tempête a détruit une grande partie de la ville de Darwin. Initialement estimé à soixante-cinq morts, le nombre de décès est officiellement relevé par le rapport final en 2005 du coroner du Territoire du Nord considérant que les personnes encore manquantes ont disparu en mer,. Le cyclone Tracy a ainsi tué soixante-et-onze personnes, dont quarante-neuf sur la terre ferme et vingt-deux en mer. En particulier, deux marins se sont noyés lors du naufrage du HMAS Arrow, un patrouilleur d’attaque de Royal Australian Navy, au quai de Stokes Hill.
Ce n’est qu’en fin d’après-midi du 25 décembre que la nouvelle s’est répandue dans le reste du pays. Plusieurs facteurs ont contribué à cela : les routes et autres infrastructures de transport ont été coupées, le cyclone a frappé le jour de Noël alors que les agences de presse étaient dégarnies et l’éloignement de cette région par rapport au reste l’Australie. Le gouvernement australien a ensuite rapidement créé un comité de coordination, formé de plusieurs fonctionnaires de haut rang et de l’état-major de la police, pour organiser les secours.
Le Premier ministre, Gough Whitlam, est revenu en catastrophe d’une visite à Syracuse pour survoler la zone sinistrée et a déclaré que « Darwin n’existait plus en tant que ville ». Les autorités ont finalement décidé de l’évacuation de la région par air et chemin de fer. Le personnel complet de l’Australian Defence Force et la flotte aérienne de la Royal Australian Air Force ont été mis à contribution pour cette évacuation ainsi que pour amener nourriture et soins aux survivants.

### Secours
Tous les moyens de communication officiels ont été endommagés ou détruits par le cyclone, en particulier les antennes de la Australian Coastal Radio Service (ACRS). Bob Hooper, le gérant de la station de l’ACRS, et d’autres radio-amateurs ont utilisé leurs équipements pour contacter Perth, Melbourne et  Townsville. Le navire MV NYANDA, dans le port de Darwin, devint ensuite le centre névralgique des communications avec le reste du monde.
Après le passage de Tracy, plus de cinq cents blessés furent acheminés à l’hôpital de la ville, dont 112 ont été hospitalisés. Les deux salles opératoires ont été utilisées à pleine capacité. Des équipes médicales venant de Canberra sont venues en aide aux équipes locales en fin de journée du 25 décembre. Les blessés sérieux furent évacués par avion. Les premiers morts ne sont cependant arrivés à la morgue qu’à 07h du matin car les vents et les routes emportées avaient rendu difficile le transport dans la région.
Les installations sanitaires et de traitement des eaux de la ville cessèrent de fonctionner ce qui laissa planer la menace d’épidémies. Tous les habitants furent donc vaccinés contre le choléra et la fièvre typhoïde. Des latrines ont été creusées et des camions-citernes ont apporté de l’eau potable. L’armée fit le tour des habitations détruites pour retrouver les corps des personnes et animaux morts, ainsi que les viandes en putréfaction dans les réfrigérateurs, afin de minimiser le développement de maladies. On vaporisa également du malathion sur Darwin pour contrôler toute infestation de moustiques et autres vecteurs de maladie.
Les réparations aux installations essentielles commencèrent dès après le passage de Tracy. Les fonctionnaires du service de l’habitation et des constructions du Territoire du Nord ont été chargés de dégager les débris et de restaurer le courant électrique. Ils colmatèrent les fuites du système de distribution d’eau et travaillèrent à remettre les usines de filtration d’eau et de traitement des égouts en fonction. Les 30 000 sinistrés furent logés dans des abris de fortune et des centres d’hébergement temporaires où des volontaires venus de toute l’Australie les accueillirent.

### Évacuation et réponse populaire

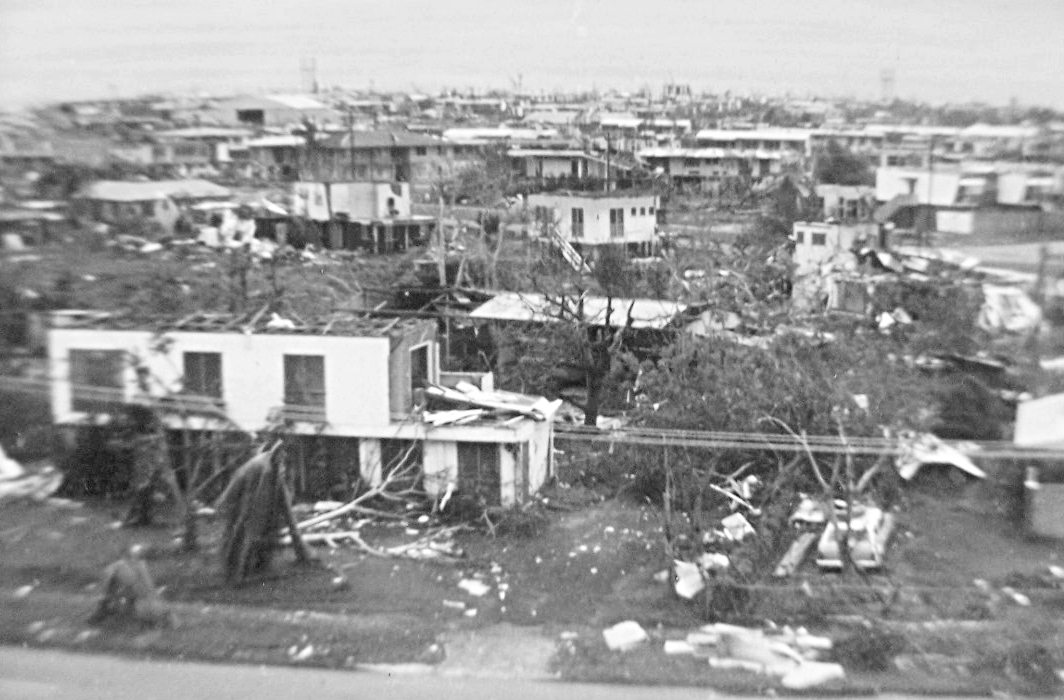
Dommages à la ville de Darwin

Le major-général Alan Stretton, directeur de l’organisme australien de défense contre les désastres naturels, et le ministre du Territoire du Nord, Rex Patterson, sont arrivés à l’aéroport de Darwin en soirée du 25 décembre pour prendre en charge les secours. Après consultation avec les autorités locales, il a été décidé de réduire la population à un seuil acceptable de 10 500, compte tenu des possibilités de réapprovisionnement, sur les recommandations du Dr Charles Gurd, directeur du service sanitaire du Territoire du Nord. Le major-général Stretton a également mis sur pied un système de permis pour limiter l’accès à Darwin à ceux impliqués dans la reconstruction afin d’empêcher les retours précoces.
Les premiers 10 000 évacués sont partis durant les deux premiers jours, le reste plus graduellement. Le transport s’est fait par route et par l’aéroport. Les villes près de Darwin et le long de la Stuart Highway, comme Katherine, Tennant Creek et Alice Springs, ont accueilli les rescapés ou leur ont apporté l’aide nécessaire pour continuer vers de plus grands centres de population.
Ceux qui ont fui par la voie des airs ont dû se frayer un chemin sur la route endommagée de l’aéroport. Les problèmes de communication ne permettaient qu'un vol toutes les 90 minutes. La Croix-Rouge a tenu la liste des partants et de leur adresse de relocalisation. On donna priorité aux femmes, les enfants, les blessés et les personnes âgées mais certains rapports mentionnent que des hommes déguisés en femmes réussirent à se faufiler parmi les premiers évacués. Aux aéroports de destination, on retrouvait des volontaires de l’Armée du salut et de la Croix-Rouge pour accueillir les réfugiés.
À travers l’Australie, les communautés et groupes populaires ont entrepris de lever des fonds pour venir en aide aux sinistrés. Vingt-quatre heures après le passage de Tracy, la population d’Alice Springs avait déjà recueilli 105 000 $AUS (de 1974). À Melbourne, durant un tournoi de cricket, les membres des deux équipes passèrent le chapeau dans la foule. Les familles déplacées furent également mises en tête de liste pour être logées dans les appartements publics. Au 31 décembre, il ne restait plus que 10 638 personnes dans la ville et les environs, la plupart travaillant au nettoyage des débris.

### Reconstruction

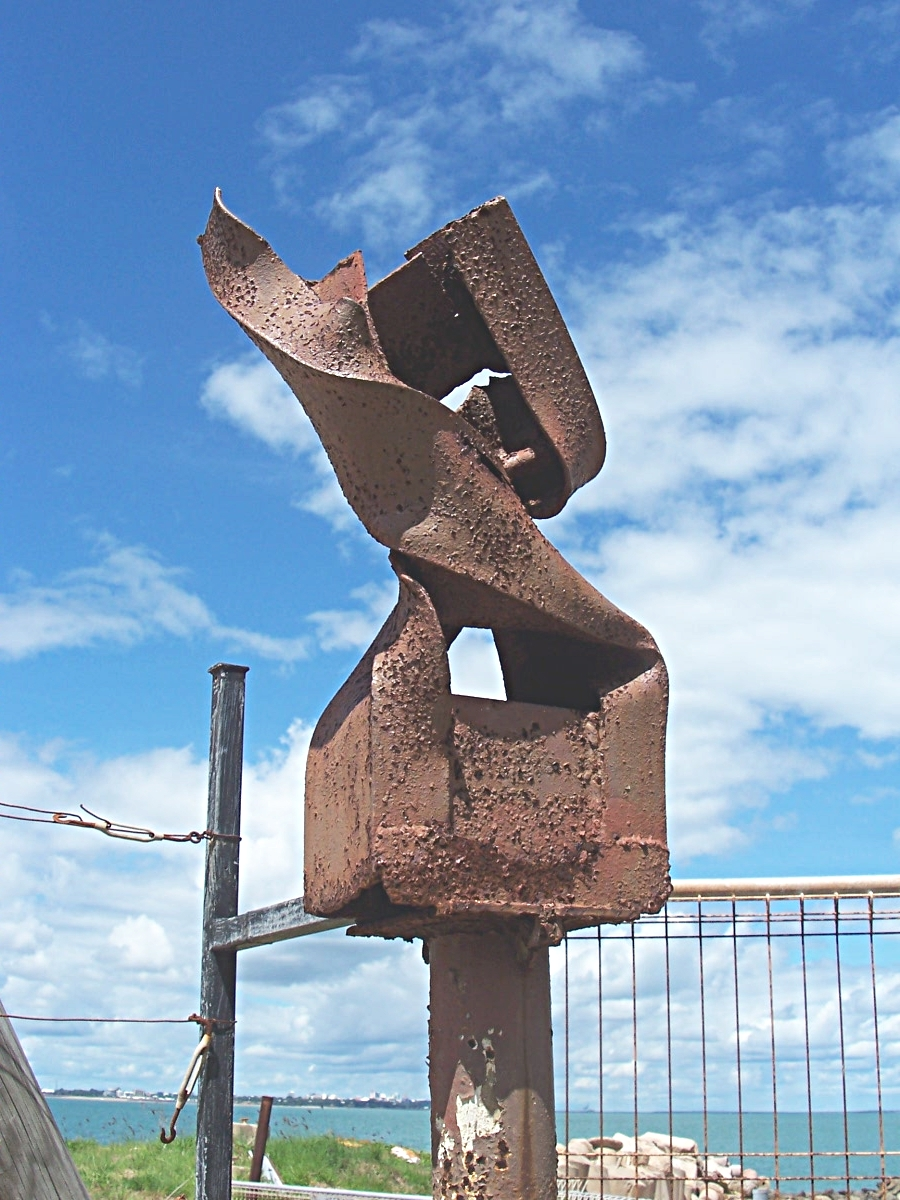
Le socle d’un pylône électrique tordu dans sa chute due aux vents de Tracy

Le 31 décembre 1974, le major-général Stretton rendit le contrôle de la ville aux autorités municipales. Ceci amorça un long processus de reconstruction et d’évaluation des risques cycloniques pour Darwin. La dévastation était telle que certains ont suggéré d’abandonner le site et de rebâtir dans un autre lieu plus protégé. Le gouvernement australien a insisté pour reconstruire au même endroit.
En février 1975, le Premier ministre Whitlam a annoncé la création d’une commission, présidée par le maire de Darwin Clem Jones, pour rebâtir la ville au cours des cinq années suivantes. En mai, la population de la ville était remontée à 30 000, la plupart vivant sous la tente, dans des caravanes, dans des hôtels et même dans le navire MV Patris. La construction d’édifices ne débuta qu’en septembre. En avril 1976, 3 000 maisons neuves étaient disponibles dans la banlieue nord, qui avaient souffert le plus, et les maisons récupérables avaient été réparées.
Le code du bâtiment a été modifié afin de permettre une construction rapide et en même temps pour rendre les édifices plus solides. En 1978, la reconstruction était presque terminée et la population était revenue à son niveau antérieur. Cependant, soixante pour cent des résidents originaux n'était pas revenus au début des années 1980. Durant les années suivantes, Darwin a terminé sa résurrection, ne ressemblant que très peu à la ville d'avant.

### Dans la culture populaire
Le cyclone Tracy a frappé l’imagination populaire en Australie de façon exceptionnelle. Plusieurs chansons, pièces et documentaires ont pris cet événement comme prétexte. La plus connue des chansons est Santa Never Made It Into Darwin (« Le père Noël n’est pas passé à Darwin »), composée par Bill Cate et interprétée par lui et Boyd (Robinson) pour recueillir des fonds pour les sinistrés. La chanson est tellement connue en Australie qu’en 1983 le groupe Hoodoo Gurus a utilisé un titre similaire pour une de ses chansons, Tojo Never Made It to Darwin. Cette dernière parle des dommages infligés à Darwin durant la Seconde Guerre mondiale par le Japon du général Tojo, et à son invasion qui ne s’est jamais matérialisée. Le groupe de heavy metal « Cyclone Tracy » tire également son nom du désastre de 1974.
En 1986, la chaîne de télévision Nine Network (propriété de PBL) a diffusé une minisérie intitulée Cyclone Tracy, relatant les événements. Michael Fisher, Ted Roberts et Leon Saunders ont écrit le script, alors que Chris Haywood et Tracy Mann ont été les principaux acteurs.

## Épilogue

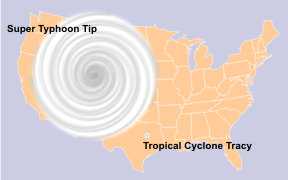
Le cyclone Tracy était le cyclone tropical ayant le plus petit diamètre de l'histoire moderne jusqu'à ce que le record soit battu par l'ouragan Oscar de 2024. On voit ici le rapport en son diamètre (en bas) et celui du Typhon Tip, le plus large de l'histoire, sur la carte des États-Unis comme repère des dimensions.

Jusqu’en 1974, le Territoire du Nord en Australie n’avait que très peu d’autonomie face au gouvernement fédéral. Il était dirigé par un ministre de Canberra et l’assemblée locale n’avait que très peu de pouvoirs. Le passage du cyclone Tracy a montré plusieurs problèmes causés par cette situation et le successeur de Whitlam, Malcolm Fraser, a réussi à faire accepter une dévolution plus grande des pouvoirs vers le gouvernement territorial en 1978.
Les documents confidentiels du gouvernement australien liés à la crise de Tracy ont été rendus publics en janvier 2005, suivant la loi sur la liberté d’information en Australie qui l’exige après trente ans.